# Krasni (Pávlovskaya)
Krasni (en ruso: Красный) es un jútor del raión de Pávlovskaya del krai de Krasnodar, en Rusia. Está situado a orillas del río Sosyka, afluente del Yeya, 22 km al este de Pávlovskaya y 141 km al nordeste de Krasnodar, la capital del krai. Tenía 794 habitantes en 2010.
Pertenece al municipio Sévernoye.

## Transporte
Al oeste de la localidad pasa la carretera federal M29 Cáucaso.